# Группа армий «Южная Украина»
Группа армий «Южная Украина» (нем. Heeresgruppe Südukraine) — оперативно-стратегическое объединение в вооружённых силах Германии во время Второй мировой войны.
Группа армий действовала в 1944 году на Южной Украине, в Молдавии и Румынии. В состав группы армий входили также румынские, венгерские и словацкие войска.

## Боевые действия
Группа армий «Южная Украина» была образована 31 марта 1944 года из войск Групп армий «Юг» и «A». В неё вошли армейская группа «Вехлер» (8-я немецкая армия, 4-я румынская армия и 17-й немецкий отдельный армейский корпус), расположенная в Северной Молдавии, армейская группа «Думитреску» (6-я немецкая армия и 3-я румынская армия), расположенная в Бессарабии и 17-я немецкая армия, находившаяся в Крыму. В задачу группы армий входила оборона балканского направления от советских войск и препятствие их выходу в Румынию. 17-й армии предстояло обороняться в Крыму.
8 апреля 1944 года войска советского 4-го Украинского фронта перешли в наступление в Крыму. После месячных ожесточённых боёв к 12 мая Крым был окончательно освобожден советскими войсками. 17-я армия была разгромлена, её остатки реорганизованы и 25 июля армия была передана Группе армий «Северная Украина».
20 августа советские войска 2-го и 3-го Украинских фронтов перешли в наступление в Молдавии. Группа армий «Южная Украина» не смогла сдержать стремительное наступление советских войск и к 24 августа значительная часть её сил оказалась в окружении. Остальные войска группы армий отошли в Румынию, однако им не удалось создать там мощного фронта обороны. 
23 августа в Румынии произошёл государственный переворот, в результате чего румынские части сложили оружие.
5 сентября остатки немецких войск вместе с венгерскими войсками попытались перейти в контрнаступление в Северной Трансильвании, однако были разгромлены. 23 сентября группа армий была расформирована, её войска переданы вновь созданной Группе армий «Юг».

## Командующие группой армий
- Фердинанд Шёрнер (31 марта — 25 июля 1944)
- Ганс Фриснер (25 июля — 23 сентября 1944)

## Состав группы армий
- 6-я армия (31 марта — 23 сентября 1944)
- 8-я армия (31 марта — 23 сентября 1944)
- 17-я армия (31 марта — 25 июля 1944)
- 3-я армия (Румыния) (31 марта — 24 августа 1944)
- 4-я армия (Румыния) (31 марта — 24 августа 1944)
- 2-я армия (Венгрия) (5 сентября — 23 сентября 1944)
- 3-я армия (Венгрия) (5 сентября — 23 сентября 1944)
- 17-й отдельный армейский корпус (31 марта — 23 сентября 1944)

### Состав группы армий «Южная Украина» (на 13 октября 1944 г.)
- 3-я венгерская армия[2]
  - 57-й немецкий танковый корпус[2]
    - 1-я венгерская кавалерийская дивизия[2]
    - 20-я венгерская пехотная дивизия[2]
    - 4-я немецкая полицейская дивизия СС[2]

  - 8-й венгерский армейский корпус[2]
    - 1-я венгерская танковая дивизия[2]
    - 23-я венгерская пехотная дивизия[2]
    - 8-я венгерская резервная дивизия[2]
- 6-я немецкая армия[2]
  - 3-й немецкий танковый корпус[2]
    - 13-я немецкая танковая дивизия[2]
    - 1-я немецкая танковая дивизия[2]
    - 23-я немецкая танковая дивизия[2]
    - Боевая группа 22-й немецкой кавалерийской дивизии СС[2]
- Армейская группа Велера[2]
- 2-я венгерская армия[2]
- 8-я немецкая армия[2]

## Операции и сражения в которых участвовала группа армий
- Крымская операция
- Ясско-Кишинёвская операция
- Румынская операция